# Jürgen L. Born
Jürgen Ludger Born, né le 24 septembre 1940 à Berlin (Allemagne), est le président du conseil d'administration et le directeur des finances du Werder Brême.

## Carrière professionnelle
- 1968 : Deutsche Bank à Hambourg.
- 1969-77 : Deutsche Bank à Buenos Aires.
- 1978-79 : Deutsche Bank à Francfort, Londres et New York.
- 1979-86 : Deutsche Bank à Asuncion.
- 1986-94 : Deutsche Bank à Montevideo.
- 1994-99 : Deutsche Bank à São Paulo.
- depuis 2000 : consul d'Uruguay.